# Асланьян, Юрий Иванович
Ю́рий Ива́нович Асланья́н (арм. Ասլանյան; 5 февраля 1955, Красновишерск, Пермская область — 7 апреля 2024, Пермь) — советский, российский писатель, поэт и журналист.
Автор повестей, романов, стихов, портретных очерков, экологических материалов и журналистских расследований. Председатель Пермского отделения Союза российских писателей (2005—2008), главный редактор медиа-группы «Пермский обозреватель» (2008—2010).

## Биография
Родился и вырос в Красновишерске (Пермская область). С пятнадцати лет писал стихи и прозу. После школы служил во внутренних войсках МВД, охраняя зону особого режима в Краслаге.

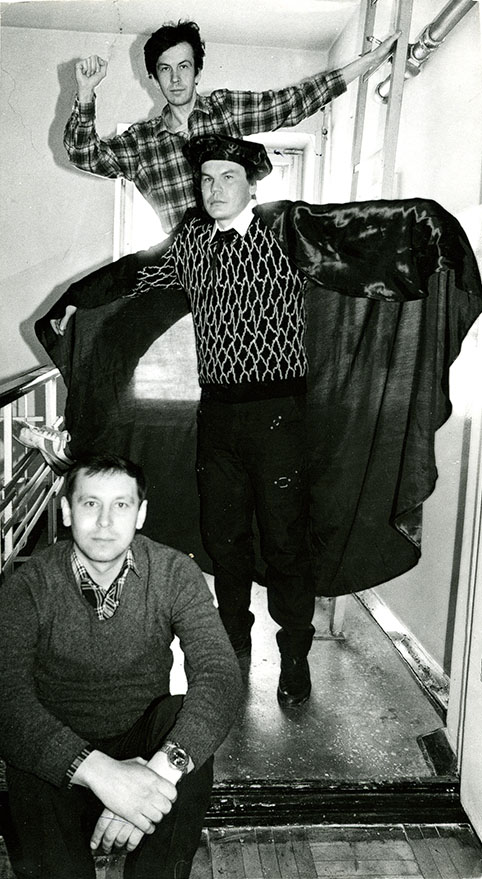
«Политбюро»: В. Дрожащих, Ю. Беликов, Ю. Асланьян. 1989.

В 1975—1980 годах — учёба на филологическом факультете Пермского университета; стал выпускником факультета в один год с Ю. Беликовым, М. Шаламовым, А. Субботиным, В. Запольских.
После окончания университета пять лет проработал инженером-социологом на машиностроительном заводе им. Ленина.
Участник поэтических групп Перми «Времири» (1977—1979), «Политбюро» (1989) вместе с Ю. Беликовым, В. Дрожащих и др.
С 1987 года начал работать в пермских СМИ. Первый опыт приобретал в качестве корреспондента корпоративных периодических изданий — строительного треста, пароходной компании, комитета по имуществу.
Позднее работал в газетах «Молодая гвардия» (1990—1991), «Пермские новости» (1994—1998), «Звезда», «Личное дело» (2002—2004, ответственный секретарь), главным редактором медиа-группы «Пермский обозреватель» (2007-2010).
В 1990 году в Пермском книжном издательстве в мягкой обложке вышла повесть «Сибирский верлибр» (написанная за четыре года до издания по опыту службы в армии).
С 1992 года — член Союза российских писателей.
С 1996 года — член Союза журналистов России.
В 2000 году (через десять лет после создания) опубликованы вторая повесть о внутренних войсках — «По периметру особого режима», и автобиографическое повествование «Пролом», в котором рассказывается о судьбе репрессированных родителей Ю. А. Асланьяна.
На рубеже 1990—2000-х его стихи публикуются в журналах «Смена», «Огонёк», «Юность», «Воин России», «Урал», «День и ночь», «Дети Ра», антологии «Самиздат века», альманахе «Лабиринт», сборниках «Антология тишины», «Приют неизвестных поэтов».
Входил в число авторов коллективных сборников «„Опера“ идут по следу»: книга о пермской милиции» (1997) и «Годы террора: книга памяти жертв политических репрессий» (1998—2012).
В 2005—2008 годах — председатель Пермского отделения Союза российских писателей (перенял этот пост у А. П. Субботина ).
В 2006 году в издательстве «Книжная площадь» издан роман «Территория Бога».
В 2006 году в издательстве «Книжная площадь» вышла книга прозы «Последний побег», в которую вошли повести «Сибирский верлибр», «По периметру особого режима», «Последний побег» и «День рождения мастера».
В 2010 году вышла книга «Печорский тракт» («Печорский тракт» (студия «ЗёБРА» и АНО «Странник», с аудиодиском с авторским исполнением стихов), в 2012 и 2014 — книги «Пчелиная королева» и «Дети победителей».
Скончался 7 апреля 2024 года на 70-м году жизни в Перми.
Похоронен в городе Красновишерске.

## Восприятие творчества
Юлия Баталина, редактор отдела культуры «ИД «Компаньон»

Те, кто знаком с творчеством Юрия Асланьяна давно, в строчках его прозы безошибочно видят его же поэзию. Всё-таки, даже становясь «большим» прозаиком, он остаётся в первую очередь поэтом, а во вторую — блестящим эссеистом.

Дмитрий Ризов, писатель, журналист:

Юрий Асланьян счастлив тем, что живёт на своей родине — на Вишере. Не будь этого, мы не знали бы такого поэта. Он избежал романтики бродяжничества, что сгубила многих поэтов. Он живёт на территории Бога, что дала ему мать. И его муза не умрет никогда.

Сергей Трушников, прозаик, журналист, бывший глав. ред. газеты «Звезда» (отзыв на роман «Территория бога»):

…в последние годы в Перми произошёл настоящий взрыв, какого не было со времён Виктора Астафьева. В одном из местных издательств вышел роман Юрия Асланьяна «Территория Бога». Очень мощная проза, местами достигающая планетарного, космического даже звучания. И, замечу, события в романе разворачиваются в наше окаянное время, показать и осмыслить которое попытался автор.

Юрий Беликов, поэт, эссеист, журналист:

Асланьян… имеет честь или несчастье принадлежать к тому поколению, чьё естественное цветение выпало на финал 70-х — начало 80-х годов минувшего века. Мой тёзка сам поставил диагноз тогдашнему времени: «Идёт кровавая борьба литературы с диктатурой!» И, хотя борьба эта по большому счёту извечна, она нашла своё сконцентрированное выражение именно на этом отрезке лет… Стихи и прозу Асланьяна «тянул на дно» личный опыт, отягчённый свинцом семейной саги: отец — сосланный в Красновишерск юный партизан Великой Отечественной, крымский армянин, пусть впоследствии и реабилитированный, но, так или иначе, всё равно передавший сыну главную и горькую свою награду — Полярную звезду. Отсюда — боль, которая растворена, а то и вопиет почти в каждом творении Юрия… Асланьян не вписался ни в гигантские, ни в узкие врата. Хотя истинные ценители (а таких, как правило, единицы) умели взвесить на своих прозорливых дланях то, что он предлагает.

Владимир Кочнев, поэт, журналист, литературный критик:

Асланьян… разительно отличается от нынешнего поколения молодых и относительно молодых писателей, воспринимающих мир строго жёстко, цинично, отстранённо и заведомо экзистенциально негативно. Хотя сам автор и был деятелем подпольной культуры своего времени, хоть и испытал определённое давление советской системы — но тем не менее его взгляды на жизнь во многом советские — идеалистические… Так же как и его любимый писатель Варлам Шаламов, немало пострадавший в соцлагерях, но не отвергший коммунистические идеалы — и в конце жизни, несмотря на критику сталинского режима, утверждавший, что верит в запуск ракет к дальним планетам, в светлое будущее и т. п. — так же и Асланьян сохраняет веру в человека и, если так можно выразиться, в человечество. Герой его удивительно позитивный, в чём-то даже романтичный и наивный. Это именно то отношение к жизни, именно те герои, которых так не хватает современной России — и в жизни, и, как следствие, в литературе, очень, до смерти, не хватает.

Н. Н. Гашева, литературный критик:

Духовная твердость, стоицизм и вера в себя, а также душевная нежность и этическое упрямство — те качества, которые составили обаяние художественного мира Ю. Асланьяна. В центре его поэтического мира сама реальная действительность в её противоречиях, переданная через предельно-эпическую, подробную предметность, повествовательность, обращение к документальности, «нестилевому» слову — вообще некнижной культуре. Ю. Асланьян сознательно стремится приспособить «внехудожественность» в качестве наиболее сильного средства и способа выражения переживания… Основная мотивация его творчества связана с беспокойством самосознающей себя личности, самоопределяющейся через раскрытие своей причастности к судьбе собственного рода, культуры.
Это проза поэта, принимающего огонь реальности на себя, все пропускающего через своё сострадающее сердце. Смещения в изображении, вызывающие впечатление выплесков «сырого» материала (необработанного потока «голой» жизни, зафиксированной, но не осмысленной до определившихся духовных оценок сознанием очередного персонажа, рассказывающего свою историю автору), но зорко дозированные поэтическим чутьем писателя, создают особый эффект воздействия на читателя. Весь арсенал духовных и стилистических средств при этом направлен на достижение главной цели, имеющей смысложизненный характер, — не дать собственной личности раствориться в хаосе энтропии, не уподобиться ей по сути, не распылить свою человечность, добровольно отрекаясь от своего имени.

## Произведения
- Сибирский верлибр: Повесть / Худож. Вяч. Остапенко. Пермь: Кн. изд-во, 1990. 55 с. (1990) .
- По периметру особого режима (2000).
- Пролом (2000).
- Территория Бога: Роман-расследование / ред. И. Артемова, Н. Гашева. Пермь; Книжная площадь, 2006. 416 с..
- Последний побег: Художественная хроника / ред. И. Артемова. Пермь; Книжная площадь, 2006, 2007. 290 с. .
- Сибирский верлибр. Пермь: Пермское книжное изд-во, 1990. 55 с.
- День рождения мастера (2006).
- Печорский тракт: стихи. Пермь, Издательство «Странник», 2010. 208 с. .
- Пчелиная королева. Пермь: Южно-Уральское книжное издательство , 2012. 327 с..
- Дети победителей (2014) (недоступная ссылка).
- Мистическая доминанта мира (2015).
- Стихотворения (см. ).

## Премии, награды, звания
- Областная журналистская премия им. А. Гайдара (1997).
- Областная журналистская премия «Земля тревоги нашей».
- Звание «Лучший по гамбургскому счёту» Всесоюзного фестиваля поэтического творчества «Цветущий посох» (Бийск, 1989).
- Премия экологического журналистского конкурса «Белый медведь» (1997).
- Премия «Экология. Человек года» (2001).
- Орден Фёдора Достоевского 2-й степени (2012).
- Премия Пермского края в области культуры и искусства (2013).
- Человек года в области литературы по версии газеты «Звезда» (2013).
- Лауреат 1-й Российской премии литературных изданий «Слово» в номинации «проза» за роман «Дети победителей» (2015).